# Richard Ingelsson
Richard Valdemar Ingelsson född 22 juli 1901 i Fleninge, död 1984 i Helsingborg, var en svensk målare, tecknare, grafiker och skulptör. 
Han var son till tegelbruksarbetaren Emil Ingelsson och Karolina Svensson och från 1924 gift med Emma Jacobsson. Ingelsson var som konstnär autodidakt. Separat ställde han ut första gången på SDS-hallen i Malmö 1948 och han medverkade i utställningar med Skånes konstförening och Helsingborgs konstförening. Bland hans offentliga arbeten märks en utsmyckning för Filborna kyrka i Helsingborg. Hans konst består av figurer, porträtt, kapplöpningsbilder och landskapsskildringar utförda i olja eller som tuschteckningar. Ingelsson är representerad vid Helsingborgs museum, Höganäs Museum och Konsthall och vid Teckningsmuseet i Laholm.

### Fotnoter
1. ↑  Helsingborgs museum